# Giant Sequoia National Monument
Das Giant Sequoia National Monument ist ein National Monument im Südwesten der Sierra Nevada in Zentralkalifornien. Es wird vom United States Forest Service als Teil des Sequoia National Forest verwaltet. Es beinhaltet einen der zehn größten Mammutbäume, den Boole Tree mit über 82 Metern Höhe und einem Umfang an der Basis mit 34 Metern.
Das National Monument besteht aus zwei Teilen. Der nördliche Teil grenzt an den Kings-Canyon-Nationalpark an, während der südliche Teil an die Tule River Indian Reservation angrenzt.
Jahrhundertelang war der Riesenmammutbaum nur den amerikanischen Ureinwohnern bekannt und wurde von europäischen Nachkommen erst Mitte der 1800er Jahre entdeckt.
In den späten 1800er Jahren fanden im Converse Basin Abholzungsarbeiten in Privatwald statt. Bis 1908 war das Gebiet gründlich abgeholzt. Besucher können heute Reste dieser Abholzung sehen. Geschnittene Abschnitte eines der berühmten Riesen, des General Noble Tree, wurden auf der World Columbian Exposition 1893 in Chicago wieder zusammengesetzt. Heute können Besucher den noch im Gebiet verbleibenden Rest den Chicago Stump besichtigen. 
Im Schutzgebiet stehen 33 riesige Mammutbäume. Im Giant Sequoia National Monument befinden sich im nördlichen Teil die Bäume Abbot Creek, Agnew, Bearskin, Big Stump, Cherry Gap, Converse Basin, Deer Meadow, Evans Complex, Grant, Indian Basin, Landslide, Monarch und im südlichen Teil Alder Creek, Belknap Complex, Black Mountain, Burro Creek, Cunningham, Deer Creek, Dillonwood, Freeman Creek, Long Meadow, Maggie Mountain, Middle Tule, Mountain Home, Packsaddle, Peyrone, Red Hill, Silver Creek, South Peyrone, Starvation Complex, Upper Tule und Wishon.
Im Waldbereich Freeman Creek Grove steht der President George H.W. Bush Tree, da Präsident George H. W. Bush im Jahr 1992 hier eine Präsidialproklamation unterzeichnete die das Management für alle Riesenmammutbaumhaine in Wäldern in Staatsbesitz regelte.